# Тере Нере
Тере Нере је насеље у Италији у округу Катанија, региону Сицилија.
Према процени из 2011. у насељу је живело 20 становника. Насеље се налази на надморској висини од 206 м.